# In Name Only
 In Name Only és una pel·lícula estatunidenca dirigida per John Cromwell estrenada el 1939.

## Argument
Mentre és fora del país, el ric novaiorquès Alec Walker coneix la jove vídua Julie Eden, i de seguida es desenvolupa una relació. Tanmateix, Alec no li ha dit que ja està compromès amb Maida.

## Repartiment
- Carole Lombard: Julie Eden
- Cary Grant: Alec Walker
- Kay Francis: Maida Walker
- Charles Coburn: Richard Walker
- Helen Vinson: La Sra. Suzanne Ducross
- Katharine Alexander: La Sra. Laura Morton
- Jonathan Hale: Dr. Ned Gateson
- Nella Walker: La Sra. Grace Walker
- Alan Baxter: Charley
- Maurice Moscovitch: Dr. Muller
- Peggy Ann Garner: Ellen Eden
- Spencer Charters: Fred
- Frank Puglia (no surt als crèdits): L'amo del Tony's Cafe